# 弘明集
『弘明集』（ぐみょうしゅう）とは、中国における仏教と道教の二教間の論争に関する文章を集めた論書である。南朝梁の僧祐編。14巻、518年（天監17年）の成立である。
仏教が伝来し、道教が成立した後漢以来、六朝時代は、両者の優劣及び中国伝統の儒教倫理や、王法仏法といった問題に関する論争が激しく応酬された時代である。「夷夏論争」、「因果応報」や「神滅不滅」、「沙門拝俗」といったテーマに関する諸論58篇を集めたのが本書である。
なお、同じく僧祐撰の『出三蔵記集』第13に収める「弘明集目録序」では、後漢の仏教伝来以来、すでに500年を経て、言論が邪説に染まる者が多いのを憂い、仏道を弘め仏教を明らかにするため、過去から現在に至る明論、出家在家関係なく雅な文章などを編纂したと述べているが、そこでは、本書を全10巻とし、収録篇数も33篇となっており、その後に増補されたことがわかる。
また、唐の道宣の『広弘明集』は、本書の意図を汲んで更に広くまた後代の文章まで対象を広げて編纂した書物である。

## テキスト
- 『大正新脩大蔵経』巻52「史伝部4」

## 日本語訳
- 『大乗仏典 中国・日本篇4　弘明集　広弘明集』中央公論社、1988年 - 吉川忠夫による現代語抄訳
- 『中国の古典 高僧伝 仏陀とともに』講談社、1989年 - 中嶋隆蔵による現代語抄訳

## 欧米語訳
- Harumi Hirano Ziegler, The Collection for the Propagation and Clarification of Buddhism, Vol. I. Moraga 2015: BDK America. 第1巻から第7巻までの英訳。
- Harumi Hirano Ziegler, The Collection for the Propagation and Clarification of Buddhism, Vol. II. Moraga 2017: BDK America. 第8巻から第14巻までの英訳。
- Arthur E. Link and Tim Lee, “Sun Ch'o's 孫綽 Yü-Tao-Lun 喩道論: A Clarification of the Way,“ in Monumenta Serica Journal of Oriental Studies 25 (1966). 「喩道論」の英訳。
- Arthur E. Link, “Cheng- wu lun: the Rectification of Unjustified Criticism,” In Oriens Extremus 8 (1961). 「正誣論」の英訳。
- John P. Keenan, How Master Mou Removes Our Doubts: A Reader-Response Study and Translation of the Mou-Tzu Li-Huo Lun. New York 1994: State University of New York Press. 「牟子理惑論」の英訳。
- Béatrice L'Haridon, Dialogues pour dissiper la confusion. Paris 2017: Les Belles Lettres. 「牟子理惑論」のフランス語訳。